# 彭會淇
彭會淇（1641年—1719年），字四如，號菉洲，江南溧陽縣人。清朝政治人物、書法家。

## 生平
出身溧陽南门彭氏家族。康熙十五年（1676年）丙辰科进士。官至工部右侍郎，工書法，學二王。康熙四十五年（1706年）任會試總裁。
有《朴学堂诗钞》六卷、《朴学堂文集》二卷。